# Thuin
Thuin (en való: Twin) és una antiga ciutat fortificada del principat de Lieja (avui a Bèlgica, a la província d'Hainaut), que forma part de la regió valona. Té uns 14.600 habitants.
És una bonica i coqueta població a la vora del riu Sambre, coronant una escarpada roca, en què els jardins en amfiteatre es mostren graciosos al redós d'unes boniques propietats.
Situat en un racó inviolat del Sambre, lluny de les grans indústries, garantida contra aquestes per un cinturó de boscos que guarneixen els turons, hi ha una antiga abadia, i s'assembla a un oasi enmig de l'Hainaut tumultuós.

## Monuments i ruïnes
Guarda encara trossos de muralla de les seves antigues fortificacions, en especial la torre Notger, exemplar únic existent de l'arquitectura militar del segle X en els països del nord.
El beffroi de Thuin, coronat amb el seu campanar semibulbós del segle xvii, és molt notable. En els seus voltants són també dignes de menció els vestigis de l'antiga badia de Lobbes, així com l'església que domina el municipi. Aquest últim edifici constitueix el més pur exemplar de l'arquitectura religiosa romànica.
Els castells de Solre-sur-Sambre, de Leers-Fosteau i de Ham-sur-Heure són així mateix molt notables. Un passeig condueix a les ruïnes de l'abadia d'Aulne, monestir únic en el seu gènere, que reuneix tots els estils que s'han succeït des del segle VII.

## Història
Hom hi va excavar traces arqueològiques romanes al barri Petit Paradis, que daten dels segles ii i iii. L'any 888 s'integrà al Principat de Lieja, del qual fou una de les bones viles romàniques. L'any 1654, les forces armades espanyoles, conduïdes pel príncep Lluís de Borbó-Condé, intentaren d'ocupar la ciutat, que tenia una situació estratègica, però sense resultat. L'any 1675, les tropes de Lluís XIV tingueren més "èxit" i destruïren gairebé tota la ciutat.
La ciutat fou annexada per França l'any 1795 i integrada al Regne Unit dels Països Baixos el 1815 i després a Bèlgica l'any 1830.

## Nuclis
| #    | nucli                              | superfície (km²) | habitants (01/01/2004) |
| ---- | ---------------------------------- | ---------------- | ---------------------- |
| I    | Thuin codi postal 6530             | 15,35            | 5.718                  |
| II   | Gozée codi postal 6534             | 18,73            | 4.237                  |
| III  | Thuillies codi postal 6536         | 14,15            | 1.988                  |
| IV   | Donstiennes codi postal 6536       | 4,58             | 221                    |
| V    | Leers-et-Fosteau codi postal 6530  | 1,96             | 388                    |
| VI   | Biercée codi postal 6533           | 3,44             | 1.086                  |
| VII  | Ragnies codi postal 6532           | 13,34            | 455                    |
| VIII | Biesme-sous-Thuin codi postal 6531 | 4,61             | 530                    |

## Personatges il·lustres
- Roger Foulon, escriptor.